# Siegels Eisensteinserie
Inom matematiken är Siegels Eisensteinserie (ibland även Eisensteinserie eller Siegelserie) en generalisering av Eisensteinserier till Siegel-modulära former.
Katsurada (1999) gav en explicit formel för deras koefficienter.